# تيري هاموند
تيري هاموند (بالإنجليزية: Terry Hammond)‏ هو دراج أسترالي، ولد في 26 مايو 1957 في سيدني في أستراليا.

## وصلات خارجية
- تيري هاموند على موقع أرشيف الدراجات (الإنجليزية)
- تيري هاموند على موقع إحصائيات الدراجات الإحترافية (الإنجليزية)